# Celsius Online
Pour les articles homonymes, voir Celsius.
Celsius Online est une société française fondée en 2004 et basée à Paris. À la fois studio indépendant de jeux vidéo et agence web, son activité première est la réalisation de jeux en ligne, sur web, Facebook et mobiles,,,.

## Historique
Les Royaumes renaissants est le titre phare qui a porté Celsius Online depuis sa création en 2004,. C'est un jeu dont le modèle économique est basé sur le freemium, qui a été déclaré Best Free Online RPG 2006 par le site anglophone GameOgre, et nommé dans la catégorie Meilleur jeu web et social aux Ping Awards en 2013 et 2014..
En 2013, Celsius Online lance March of History, un jeu de stratégie en temps réel sur navigateur, toujours gratuit de type freemium. En 2014, March of History, nommé aux Ping Awards, reçoit le prix du meilleur jeu web et réseaux sociaux,,.
Fin 2015, Celsius Online présente Celsius Heroes,, son premier jeu jouable sur mobiles, tablettes et ordinateurs via Facebook, à la Paris Games Week, qu'il lance en softlaunch en France et au Canada. Comme les autres titres de Celsius Online, Celsius Heroes est également un jeu gratuit, de type freemium. Celsius Heroes a été nommé en 2015 aux Ping Awards dans la catégorie Meilleur jeu web et réseaux sociaux,.
Début 2016, le gérant de Celsius Online est élu président du Syndicat national du jeu vidéo,.
Le 3 juillet 2017, Celsius Online annonce l'acquisition des studios Kobojo (en) et Ouat Entertainement,.
Le 23 novembre 2018, Celsius Online reprend le site officiel du jeu de société Les Loups-Garous de Thiercelieuxmais annonce le 19 décembre 2023 la fermeture du site pour le 9 janvier 2024.
Le 6 mai 2019, l'entreprise a annoncé le rachat du studio Vertical (auteur du jeu Tropical Wars édité par Tilting Point).
Le 14 mars 2023, Celsius Online annonce son acquisition par l’éditeur français Plug In Digital.

## Jeux édités
- 2021 : MasterChef: Lets's cook (Apple Arcade)
- 2021 : Les Royaumes Renaissants : Retour aux Royaumes (mobiles)
- 2016 : Celsius Heroes (mobiles, tablettes, Facebook sur ordinateur)[14]
- 2013 : March of History (Web)[10]
- 2012 : Lexity (Web)
- 2010 : Mégagong (Web)
- 2010 : Shogun Kingdoms (Web)
- 2009 : Native Kingdoms (Web)
- 2004 : Les Royaumes renaissants (Web)[7]

## L'agence web
Celsius Online mène également une activité d'agence web au service d'institutions et de diverses sociétés. Celsius online a par exemple réalisé le site de l'Association pour le rayonnement de l'Opéra national de Paris, en partenariat avec l'agence Muchacha,.